# Martin Hayneccius
Martin Hayneccius (Borna, 1544. augusztus 10. – Grimma, 1611. április 28.) német filológus és szinműíró.

## Életútja

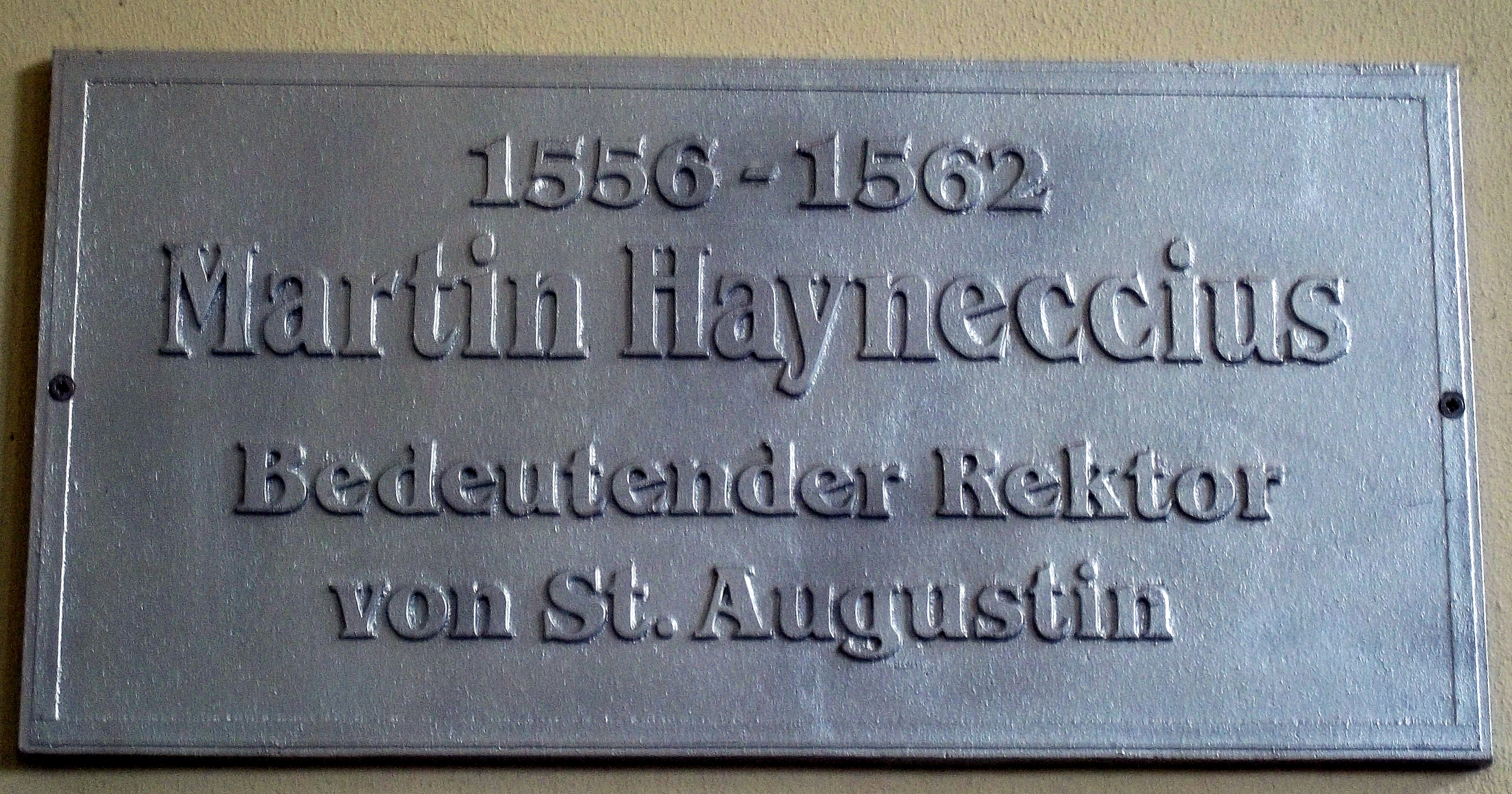
Emléktáblája a grimmai St. Augustin gimnázium falán

Clemen Heinicke fia. Miután filológiai tanulmányait Lipcsében elvégezte, egymás után 1570-ben Leisnigben, 1572-ben Chemnitzben, 1576-ban Grimmában, 1583-ban Ambergben, 1585-ben Braunschweigban, 1588-ban újból Grimmában lett rektor. Két latin iskoladrámát írt: Almansor (1575) és Hansoframea (1580), melyeket maga dolgozott át 1582-ben; németül: Almansor, der Kinder Schulspiegel (később Schulteufel címen újra kiadta Haupt, 1891) és Meister Klecks (később Hans Pfriem, újra kiadta Röhse, 1882); azonfelül németül átdolgozta Plautus egyik vígjátékát (Captivi, 1582). Kiváló komikus tehetség volt, melynek a vastag vonások éppúgy rendelkezésére álltak, mint a finomabb komikum kelleme és bája. Második darabjának (Pfriem) tárgya egy ismert német néprege (Grimmail 178. sz.).